# Celebrazione della rivoluzione greca del 1821
La celebrazione della rivoluzione greca del 1821 (in greco Εορτασμός της Ελληνικής Επανάστασης του 1821 o anche Εικοστή Πέμπτη Μαρτίου) è la giornata di festa nazionale in Grecia.
La festivitá, che si celebra il 25 marzo, commemora l'inizio della guerra per l'indipendenza dagli ottomani, avvenuta a Patrasso il 25 marzo 1821.
L'atto solenne della Rivoluzione inizia con Germanos, metropolita di Patrasso che benedice gli insorti greci.
Eroi della Rivoluzione greca, come Theodoros Kolokotronis, Alexandros Ypsilanti e Giovanni Capodistria, diedero un contributo notevole con le loro azioni epiche.
È da ricordare, inoltre, che gli ottomani da quattro secoli occupavano il territorio greco.
Durante la rivoluzione greca contro la dominazione ottomana si scrissero fiumi di pagine gloriose, a volte intrise di sangue per la lotta alla libertà, della storia ellenica. Condottieri e capitani irriducibili, uomini valorosi e coraggiosi combatterono e immortalarono l’idea di un popolo libero, anche attraverso le loro gesta: il sogno di questi eroi era quello essenzialmente di una Grecia libera e indipendente.
Questa ricorrenza nazionale in Grecia rappresenta una giornata ricca di patriottismo, assieme a quella del 28 ottobre del Giorno del No (in greco: To Ochi), (che commemora invece il Rifiuto all'ingresso delle truppe italiane in Grecia, nel 1940), ed è caratterizzata, tra l'altro,  da sfilate, canti e vari ricordi di quell'epoca.